# Nelson Taylor

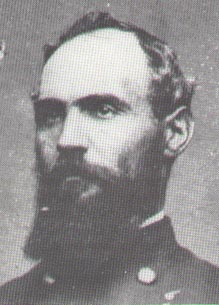
Nelson Taylor

Nelson Taylor (* 8. Juni 1821 in South Norwalk, Connecticut; † 16. Januar 1894 ebenda) war ein US-amerikanischer Offizier, Jurist und Politiker. Zwischen 1865 und 1867 vertrat er den Bundesstaat New York im US-Repräsentantenhaus.

## Werdegang
Nelson Taylor wurde ungefähr sechs Jahre nach dem Ende des Britisch-Amerikanischen Krieges in South Norwalk geboren und wuchs dort auf. In dieser Zeit besuchte er Gemeinschaftsschulen. Nach dem Ausbruch des Mexikanisch-Amerikanischen Krieges verpflichtete er sich am 1. August 1846 im ersten Regiment der New York Volunteer Infanterie und wurde im selben Jahr nach Kalifornien geschickt, bevor dort die Kampfhandlungen ausbrachen. Am 18. September 1848 wurde er ehrenhaft entlassen. Er blieb in Kalifornien und betrieb in Stockton ein Geschäft. Zwischen 1850 und 1856 saß er im Senat von Kalifornien. In der gleichen Zeitspanne war er Präsident des Board of Trustees vom State Insane Asylum.
1855 wurde er zum Sheriff in San Joaquin County gewählt. Später zog er nach New York City. Er graduierte 1860 am rechtswissenschaftlichen Fachbereich der Harvard University. Nach dem Erhalt seiner Zulassung als Anwalt begann er zu praktizieren. Politisch gehörte er der Demokratischen Partei an. Bei den Kongresswahlen des Jahres 1860 kandidierte er erfolglos für einen Sitz im US-Repräsentantenhaus. Nach dem Ausbruch des Bürgerkrieges verpflichtete er sich als Colonel am 23. Juli 1861 im 62. Regiment der New York Volunteer Infanterie. Am 7. September 1862 wurde er zum Brigadegeneral der Volunteers befördert und am 19. Januar 1863 trat er aus dem aktiven Dienst zurück. Danach nahm er in New York City wieder seine Tätigkeit als Anwalt auf.
Bei den Kongresswahlen des Jahres 1864 wurde Nelson Taylor als Kandidat seiner Partei im fünften Wahlbezirk von New York in das US-Repräsentantenhaus in Washington, D.C. gewählt, wo er am 4. März 1865 die Nachfolge von Fernando Wood antrat. Im Jahr 1866 erlitt er bei seiner Wiederwahlkandidatur eine Niederlage und schied nach dem 3. März 1867 aus dem Kongress aus.
Danach zog er 1869 nach South Norwalk zurück, wo er seiner Tätigkeit als Anwalt nachging. Taylor war dort mehrere Male Staatsanwalt (city attorney). Er verstarb am 16. Januar 1894 in South Norwalk und wurde dort auf dem Riverside Cemetery beigesetzt.